# Weißberg (Gemeinde Glödnitz)
Weißberg ist eine Ortschaft in der Gemeinde Glödnitz im Bezirk Sankt Veit an der Glan in Kärnten. Sie zählt 28 Einwohner (Stand 1. Jänner 2024). Mit dem Gemeindehauptort Glödnitz, dem nur teilweise zur Gemeinde gehörenden Altenmarkt und der erst im 20. Jahrhundert entstandenen Siedlung Flattnitz gehört Weißberg zu den wenigen Dörfern der sonst vorwiegend aus Streusiedlungen bestehenden Gemeinde Glödnitz.

## Lage
Die Ortschaft liegt in der Katastralgemeinde Glödnitz, 3 km 
nördlich des Gemeindehauptorts Glödnitz, am linken Rand des Talbodens des Glödnitztals. Hier verlässt die Landesstraße L63 Flattnitzer Straße den Talboden und beginnt der steile Anstieg hinauf auf die Flattnitz.
Zum Dorf gehören Leitgebhube (Nr. 2, 14), Zechnerhube (Nr. 3) und Höcherkeusche (Nr. 6) sowie mehrere Häuser ohne Vulgonamen. Etwa 600 m südlich bzw. südöstlich des Dorfs liegen Gabelhube (Gabl, Nr. 1) und Wurzer (Nr. 19).

## Geschichte
Der Ort wird im 12. Jahrhundert als Wizpriach genannt, dem liegt das slowenische Visprje („in die Höhe“) zugrunde.
Bei Gründung der Ortsgemeinden Mitte des 19. Jahrhunderts kam Weißberg an die Gemeinde Glödnitz. Bei der Kärntner Gemeindestrukturreform von 1973 kam der der Ort an die damals neu errichtete Gemeinde Weitensfeld-Flattnitz, seit deren Auflösung 1991 gehört die Ortschaft wieder zur Gemeinde Glödnitz.

## Bevölkerungsentwicklung
Für die Ortschaft ermittelte man folgende Einwohnerzahlen:
- 1869: 6 Häuser, 54 Einwohner[3]
- 1880: 6 Häuser, 81 Einwohner[4]
- 1890: 6 Häuser, 64 Einwohner[5]
- 1900: 6 Häuser, 72 Einwohner[6]
- 1910: 8 Häuser, 69 Einwohner[7]
- 1923: 8 Häuser, 71 Einwohner[8]
- 1934: 83 Einwohner[9]
- 1961: 15 Häuser, 83 Einwohner[10]
- 2001: 14 Gebäude (davon 13 mit Hauptwohnsitz) mit 17 Wohnungen; 47 Einwohner und 1 Nebenwohnsitzfall; 16 Haushalte; 0 Arbeitsstätten, 8 land- und forstwirtschaftliche Betriebe[11]
- 2011: 14 Gebäude, 32 Einwohner, 13 Haushalte, 1 Arbeitsstätte[12]
- 2021: 14 Gebäude, 27 Einwohner, 11 Haushalte, 2 Arbeitsstätten[13]